# Ernst und Heinrich

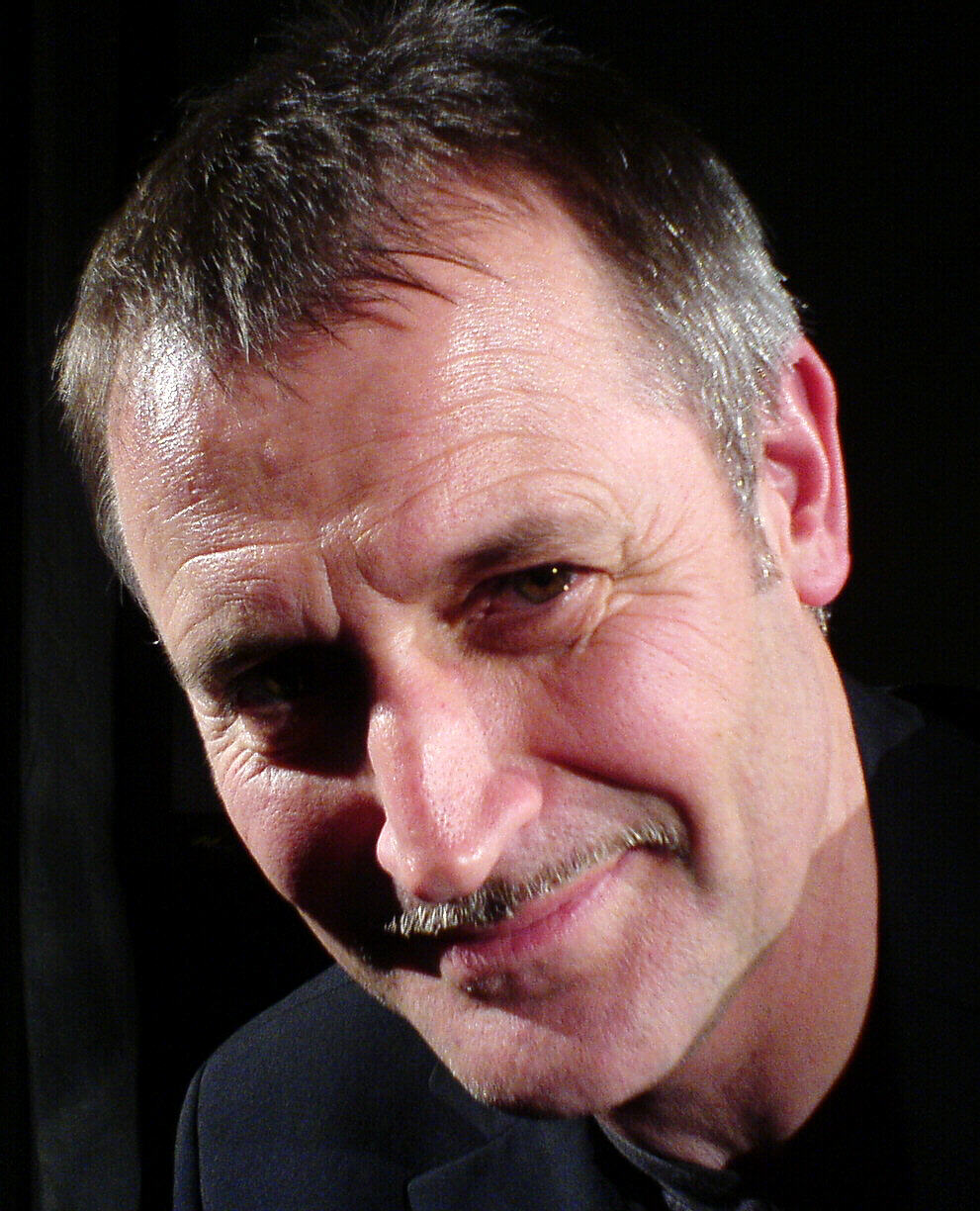
Ernst (2005)

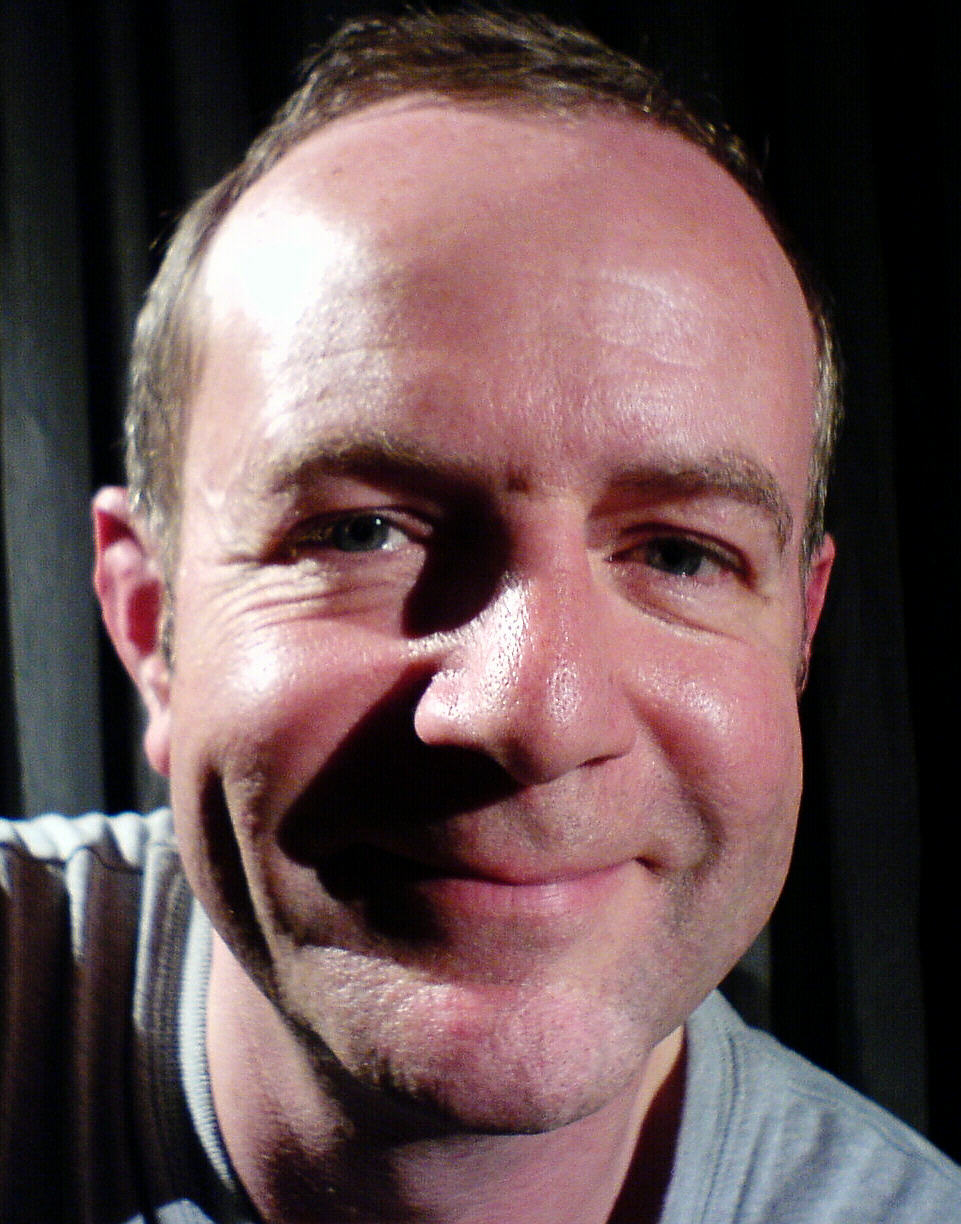
Heinrich (2005)

Ernst und Heinrich sind ein schwäbisches Künstlerduo, das eine Mischung aus Comedy, Liederabend, Kabarett und Parodien darbietet. Das Komikerduo besteht aus Ernst Mantel und Heiner Reiff, die mit einem exotischen Sammelsurium von Instrumenten ihre „schwäbisch-internationale“ Live-Musik, Sketche und kuriose Moderationen zum Besten geben.

## Leben
Ernst Mantel (* 1956) ist in Heuchlingen (Ostalbkreis) in einem musikalisch orientierten Elternhaus aufgewachsen und studierte Kunstgeschichte. Er ist seit 1981 als Komödiant und Musiker tätig und war Gründungsmitglied der erfolgreichen Kleinen Tierschau.
Der aus Tübingen stammende Musiker und Produzent Heiner Reiff war Anfang der 1980er Jahre Gitarrist bei Champain, mit denen er durch die USA tourte. Nach der Gründung seiner Band Giro Combo und einem Duo mit dem Schriftsteller Bernhard Lassahn war Reiff auch für Schwoißfuaß, die Kleine Tierschau und die Shy Guys als vielseitiger Musiker aktiv.
Beide lernten sich 1984 bei gemeinsamen Engagements beim WDR in Köln kennen. Ihr Debüt als Ernst und Heinrich hatten sie 1998 in Stuttgart.

## Preise und Auszeichnungen
- 2006 erhielten sie den Sebastian-Blau-Preis für schwäbische Mundart.[1]
- 2007 erhielten sie als Duo den Kleinkunstpreis Baden-Württemberg.[2]

## Diskografie
- Dieses & Jenes (2001)
- Noh mee Haii (2002)
- Wonder Wa (2004)
- Ca. 5 Jahre Ernst und Heinrich (CD + DVD, 2005)
- Wenn dr Wender kommt (Single, 2005)
- Schiergar 10 Jahre (Live-DVD, 2006)
- Schwäbisch isch gsond (2007)
- Ernst und Heinrich Live im Neckar (Doppel-DVD, 2009)
- McLeberkäs (2011)
- Donderblitz und Haidanai (2014)